# 蘭加羅斯
蘭加羅斯（希臘語： Λάγγαρος；?—前335年），是阿格瑞安國王，與亞歷山大大帝同時代。
蘭加羅斯可能在馬其頓腓力二世時期就臣服，腓力二世逝世後蘭加羅斯繼續奉亞歷山大大帝為宗主。當亞歷山大遠征特裡巴利人（Taulanti）和色雷斯人時，阿格瑞安作為屬國，也派出部隊支援，蘭加羅斯親自率領這支部隊。遠征成功之際，馬其頓西方的伊利里亞人進犯，亞歷山大立即帶著大軍和蘭加羅斯的部隊前去征討。當進軍途中，亞歷山大得到奧塔瑞亞特人（Autariatae）也加入叛變的消息，這時蘭加羅斯主動請命讓他率阿格瑞安的部隊與奧塔瑞亞特人周旋。亞歷山大同應這項提議，便率領馬其頓軍轉往伊利里亞，而蘭加羅斯率軍入侵奧塔瑞亞特人的領土，迫使奧塔瑞亞特人自顧不暇。
事後，亞歷山大極度欣賞蘭加羅斯，並給予他很高的榮譽，甚至準備把同父異母的姊妹庫娜涅嫁給他，但尚未舉行婚禮蘭加羅斯就得急病病逝.。

## 來源
1. ↑    - 阿里安, 亞歷山大遠征記, i. 5

- 威廉·史密斯，《希腊羅馬的神話和傳記辭典》, "Langarus", 波士頓, (1867).